# Claudia Amura
Claudia Noemí Amura (nascida em 26 de agosto de 1970) é uma enxadrista argentina detentora do título de Grande Mestre Feminina (WGM).
Ela é cinco vezes campeã argentina de xadrez (1985, 1987, 1988, 1989, 2014).

## Carreira
Nascida em Buenos Aires, Amura aprendeu a jogar xadrez aos sete anos de idade.  Aos 13 anos, ela venceu o campeonato juvenil argentino.
Ela foi a primeira ibero-americana a conquistar o título de Grande Mestre Feminina (WGM) da FIDE e subiu para o 12º lugar no ranking feminino da FIDE em 1991. 
Ganhou o campeonato pan-americano feminino na Venezuela em 1997 e cinco campeonatos sul-americanos femininos (1990, 1992, 1994, 1996, 1998, 1999).
Amura defendeu a Argentina em 9 Olimpíadas Femininas de Xadrez em 1988, 1990, 1992, 1994, 1998, 2008, 2010, 2014 e 2018, conquistando uma medalha de prata em 1990.
Em torneios seus principais resultados foram vencer o Grand Prix Open de 1990 em Buenos Aires, campeonato de Buenos Aires em 1992, vencer o Magistral Edith Soppe onde fez sua última norma de Mestre Internacional.